# Metriocnemus alboclavatus
Metriocnemus alboclavatus är en tvåvingeart som först beskrevs av Jean-Jacques Kieffer 1921.  Metriocnemus alboclavatus ingår i släktet Metriocnemus och familjen fjädermyggor.
Artens utbredningsområde är Tyskland. Inga underarter finns listade i Catalogue of Life.